# Joan Baptista Torelló
Joan Baptista Torelló (Barcelona, 7 de novembre de 1920 - Viena, 15 d'agost de 2011) fou un sacerdot catòlic de la prelatura de l'Opus Dei, teòleg, neuròleg i psiquiatre català. Va estudiar medicina, amb l'especialitat de psiquiatria, a Barcelona. De l'Opus Dei des del 1941 i sacerdot des del 1948, va viure a Sicília i Zúric. Des del 1958 fou el vicari de l'Opus Dei a Itàlia i des del 1964 a Àustria, on mantenia bones relacions amb diverses personalitats de Viena com el cardenal emèrit, Franz Konig, o l'alcalde, Helmut Zilk. Va publicar diversos llibres com Psicología y vida espiritual o Psicoanálisis y confesión i va escriure poesia en català; alguns versos estan recollits a Les mil millors poesies de la llengua catalana.